# Sing-Akademie zu Berlin

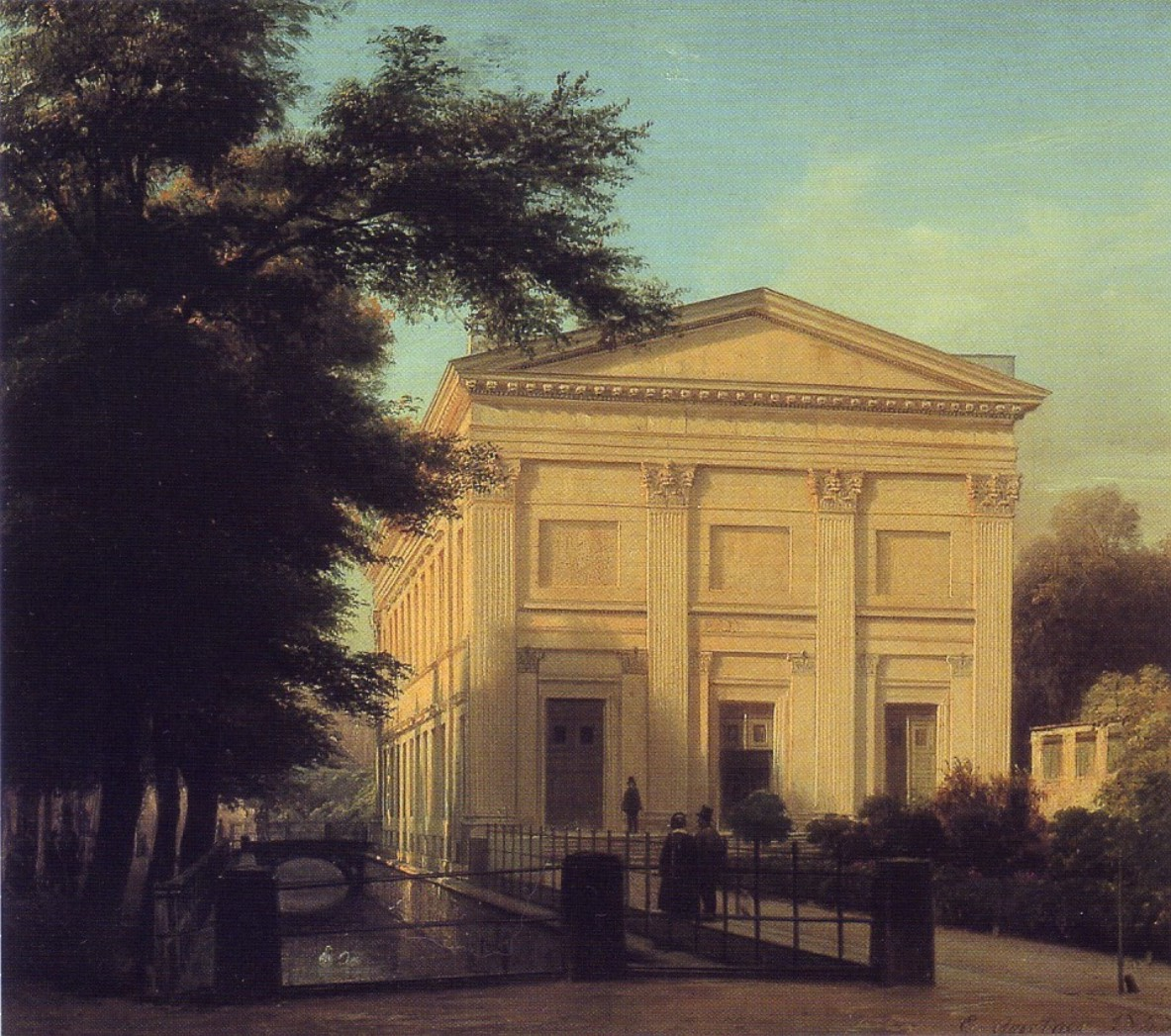
Sångakademien 1843 av Eduard Gaertner, 1801-1877. Huset är idag Maxim-Gorki-Theater.

Sing-Akademie zu Berlin (Berlins sångakademi) är en tysk sångförening.
Sångakademien bildades den 24 maj 1791 som ett sällskap av fria medborgare och som en "förening för sakral musik" (tyska: Verein für die heilige Musik). Här möttes män och kvinnor, kristna, judar och ateister för att tillsammans sjunga gamla och nya kompositioner för flera stämmer under ledning av Fredrik den stores hovcembalist Carl Fasch. 
Den kör, som bildades efter år 1800 och som blev berömd med Carl Friedrich Zelter, består alltjämt och räknas som en av världens äldsta blandade körer. Bland tidigare medlemmar märks musiker som Felix Mendelssohn och Giacomo Meyerbeer, tänkare som Friedrich Hegel och Friedrich Schleiermacher, konstnärer som Johann Gottfried Schadow och Karl Friedrich Schinkel samt politiker som Otto von Bismarck och Ernst Reuter.